# Палацо Валгорера (Торино)
Палацо Валгорера је насеље у Италији у округу Торино, региону Пијемонт.
Према процени из 2011. у насељу је живело 42 становника. Насеље се налази на надморској висини од 253 м.